# Yu Wenxia

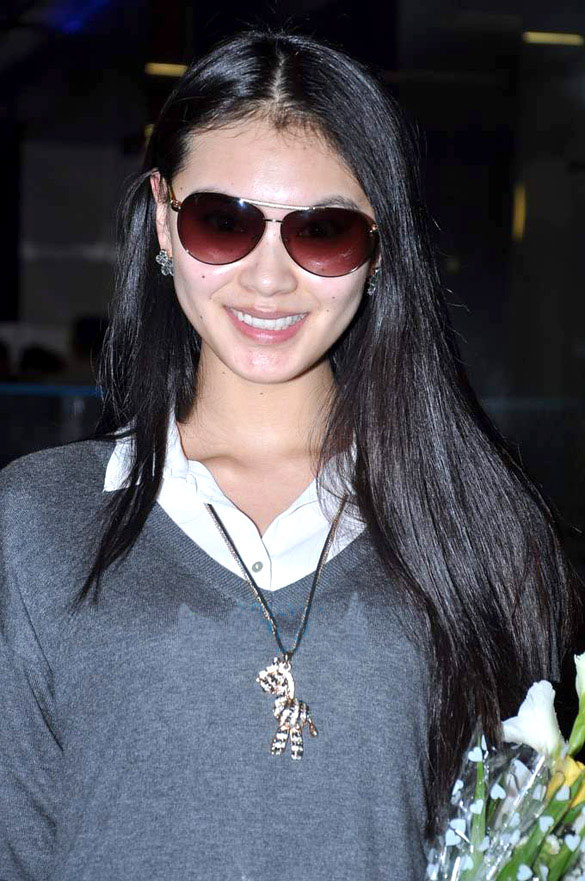
Yu Wenxia, 2013

Yu Wenxia (chinesisch 于文霞, Pinyin Yú Wénxiá; * 6. August 1989 in Harbin) ist eine chinesische Schönheitskönigin und ein Model. Sie gewann 2012 den Miss-World-Wettbewerb in Ordos, Nordchina unter 116 Kandidatinnen. Damit ist sie nach Zhang Zilin, die im Jahr 2007 zur Miss World gekürt wurde, die zweite Chinesin, die diesen weltweiten Wettbewerb gewinnen konnte.
Sie studiert Musik und will später als Musiklehrerin arbeiten.
2015 war sie als Qiao im Film The Transporter Refueled zu sehen.